# Corneilla-de-Conflent
Corneilla-de-Conflent (catalansk: Cornellà de Conflent) er en by og kommune i departementet Pyrénées-Orientales i Sydfrankrig.

## Geografi
Corneilla-de-Conflent ligger 53 km vest for Perpignan. Nærmeste byer er mod nord Villefranche-de-Conflent (3 km), mod vest Fillols (3 km) og mod syd Vernet-les-Bains (3 km).

## Demografi

### Udvikling i folketal
| 1962                                                              | 1968 | 1975 | 1982 | 1990 | 1999 | 2007 | 2014 | 2017 |
| ----------------------------------------------------------------- | ---- | ---- | ---- | ---- | ---- | ---- | ---- | ---- |
| 401                                                               | 398  | 365  | 397  | 417  | 426  | 466  | 468  | 490  |
| Tal fra og med 1962 er uden dobbelttælling (sans doubles comptes) |      |      |      |      |      |      |      |      |